# Hôtel de la Villemarais
L'hôtel de la Villemarais, bâti entre le XVIe siècle et XIXe siècle, est situé 4 rue de l'Escale à La Rochelle, en France. L'immeuble a été inscrit au titre des monuments historiques en 2010.

## Historique
Le bâtiment est inscrit au titre des monuments historiques par arrêté du 16 juin 2010.

## Architecture

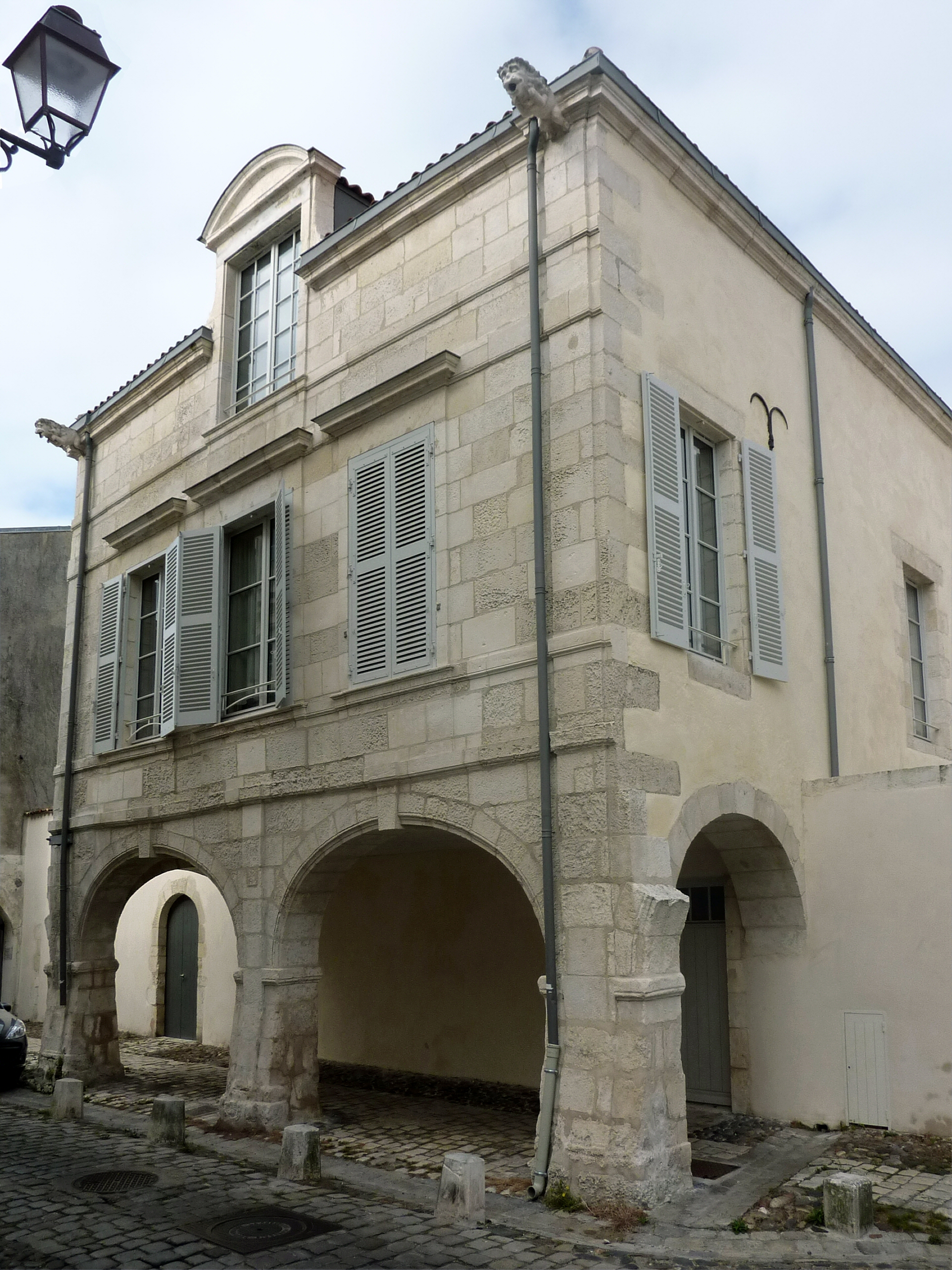
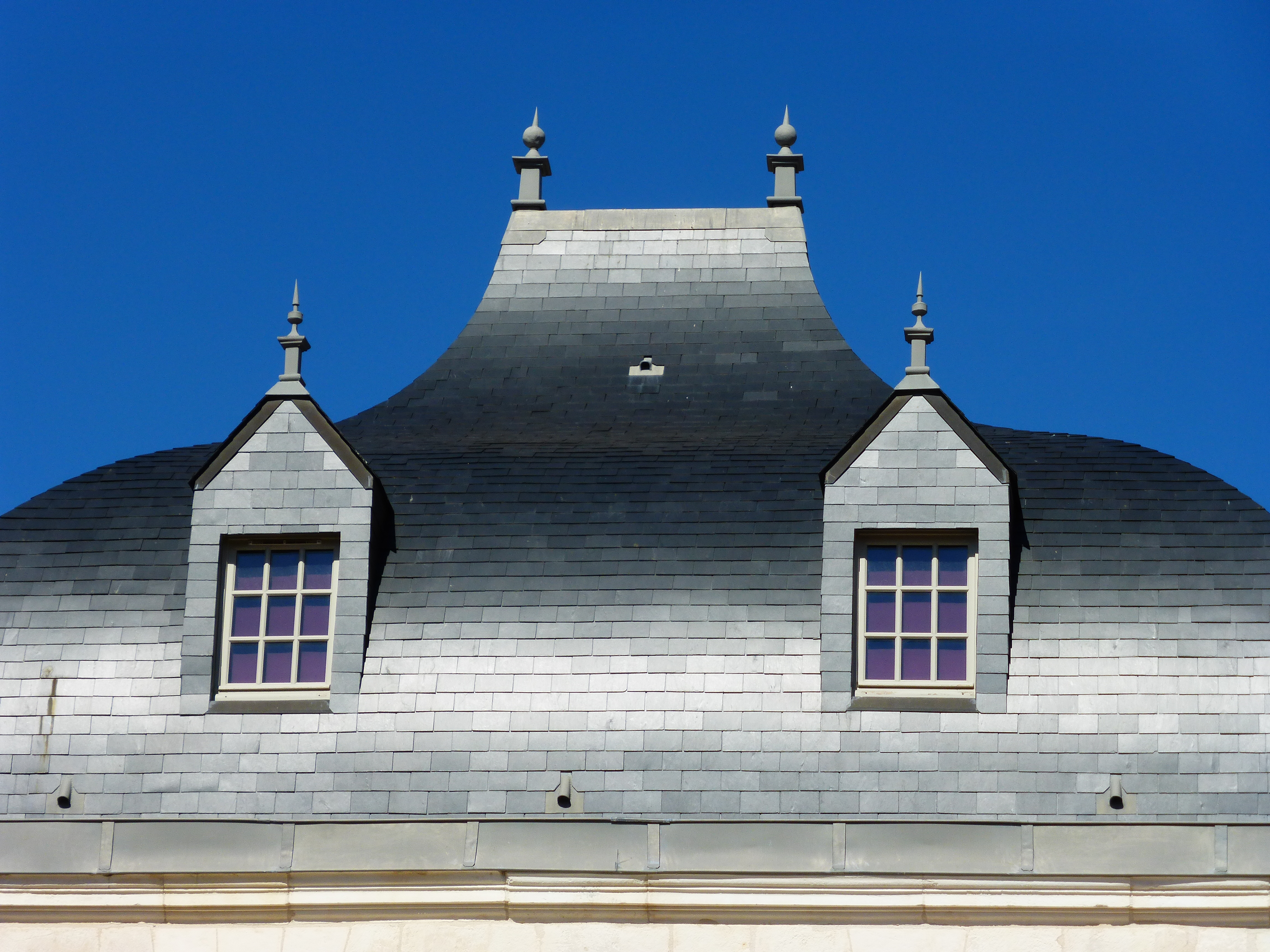